# 來宜蘭·尬歌仔
來宜蘭·尬歌仔是由臺灣宜蘭縣政府文化局於宜蘭舉辦的全國歌仔戲大賽，比賽時間都在秋季，從西元2013年舉辦至今，每一場比賽都會找一位知名歌仔戲演員做為代言人。來宜蘭·尬歌仔的「尬」字在台語中具有競爭、比賽的意思。